# Robin DR400
Robin DR400 je štirisedežno enomotorno leseno športno letalo, ki sta ga zasnovala Pierre Robin in Jean Délémontez. Prvič je poletel leta 1972 in je še vedno v proizvodnji. Ima fiksno pristajalno podvozje tipa tricikel.  Letalo je po mnenju pilotov lahko za krmiljenje in sorazmerno tiho med letom. Večino verzij poganja 4-valjni zračnohlajeni protibatni bencinski motor Lycoming. 

## Nesreče
Z družino letal Robin DR400 je bilo v svetu preko 500 nesreč od tega preko 100 smrtnih nesreč, kar predstavlja 8% celotne flote proizvedenih letal oz. vsako 13  proizvedeno letalo je končalo v smrtni nesreči, vsako tretje pa je imelo nesrečo. V Sloveniji so vsaj 4 letala Robin DR400 končala v smrtnih nesrečah:
- 02.08.1987, Bovec, Letalski center Maribor, YU-CDB 5 mrtvih,
- 11.09.1995, Javorje v Brkinih, Kondor Air, 4 mrtvi,
- 14.09.2014, Divača, Kraski Letalski Center, S5-DKL 3 mrtvi,
- 29.07.2018, Bovec, AvioFun, D-EFTW 1 mrtev.

## Specifikacije (DR.400/180 Regent)
- Kapaciteta: 4
- Dolžina: 6,96 m (22 ft 10 in)
- Razpon kril: 8,72 m (28 ft 7¼ in)
- Višina: 2,23 m (7 ft 3¾ in)
- Površina kril: 14,20 m2 (152,85 ft2)
- Prazna teža: 600 kg (1323 lb)
- Gros teža: 1100 kg (2425 lb)
- Motor: 1 × Lycoming O-360 4-valjni zračnohlajeni bencinski, 134 kW (180 KM)

- Maks. hitrost: 278 km/h (173 mph)
- Dolet: 1100 km
- Višina leta (servisna): 4715 m (15470 ft)DR400 vleka jadralnega letala